# Syanikhel
Syanikhel – gaun wikas samiti w zachodniej części Nepalu w strefie Rapti w dystrykcie Salyan. Według nepalskiego spisu powszechnego z 2011 roku liczył on 898 gospodarstw domowych i 4545 mieszkańców (2483 kobiety i 2062 mężczyzn).